# Maleboskorst
Maleboskorst (Lecanactis abietina) is een korstmossoort uit de familie Roccellaceae.

## Determinatie
Maleboskorst is een korstvormig korstmos. Het thallus is lichtgrijs tot iets paarsig. Uit het thallus steken altijd witgrijze, puntvormige pycnidiën. Apotheciën zijn maar zelden aanwezig. De pycinidiën reageren C+ rood.

## Ecologie
Maleboskorst is een acidofiele epifyt die groeit op zeer zure, beschaduwde schors van oude bomen. Het is een karakteristieke soort voor oude malebossen. De meest voorkomende draagboom is zomereik, daarnaast wordt de soort soms ook aangetroffen op wintereik en zeer zelden op zeer oude essen.

## Verspreiding
In Nederland is maleboskorst zeldzaam. Het is niet bedreigd en staat niet op de Nederlandse Rode Lijst.